# José Pablo Quirós Quirós
José Pablo Quirós (San José, 6 de mayo de 1905 - 24 de febrero de 1988) fue un diplomático costarricense.

## Biografía
Hijo de Juan Bautista Quirós, Presidente de Costa Rica (1919), y de Clementina Quirós Fonseca. Casó con Aída Céspedes McAdam. Tienen 5 hijos son: Bernal, Arnoldo, José Román, Sandra y Roy.
Ingresó al servicio diplomático costarricense en 1950. Fue oficial mayor de la Cancillería, subsecretario de Relaciones Exteriores y encargado de la cartera ministerial de Relaciones Exteriores y Culto (marzo-abril de 1951 y junio-julio de 1953), Embajador de Costa Rica en Colombia (1953-1954 y 1962), Ministro Plenipotenciario en Venezuela (1954), Embajador en Guatemala (1954-1955), Embajador en el Perú (1955-1958), Embajador en Panamá (1958-1960), Embajador en Cuba (1960-1961), Embajador en Nicaragua (1962-1963), Embajador en el Brasil (1964-1966), Embajador en la República Dominicana y Embajador concurrente en Jamaica (1971-1973) y en Haití (1972-1973). También formó parte de varias misiones especiales.